# Cornish Rex
Cornish Rex é uma raça de gato de tamanho pequeno a médio, seu corpo é bem esgalgado lembrado os cães da raça Wippet, Com o pêlo curto, todas as cores são aceitas. Os seus olhos são médios a grande e ovulados, cabeça oval, orelhas grandes e cauda comprida e fina. O Cornish Rex é muito esperto e amoroso, adora a sua família e é muito ativo (adora brincar). 
Ele é um excelente animal de estimação e ama estar com as pessoas. O seu pêlo quase não cai, é uma animal vivo é extremamente afetuoso e nem um pouco tímido com desconhecidos, é um gato que se adapta muito bem as mudanças de ambiente e do cotidiano, Possui um nível de atividade muito alta.
A popularidade da raça foi atribuída principalmente a sua aparência original, atraindo a atenção imediata. A aparência incomum da raça tem uma grande apelação para aqueles indivíduos com gosto diferenciados. Mas o seu pelo ondulado não é sua única característica original. Seu corpo esgalgado como a de um galgo sugere ao nível de atividade elevado desta raça
É um animal originário da Inglaterra.

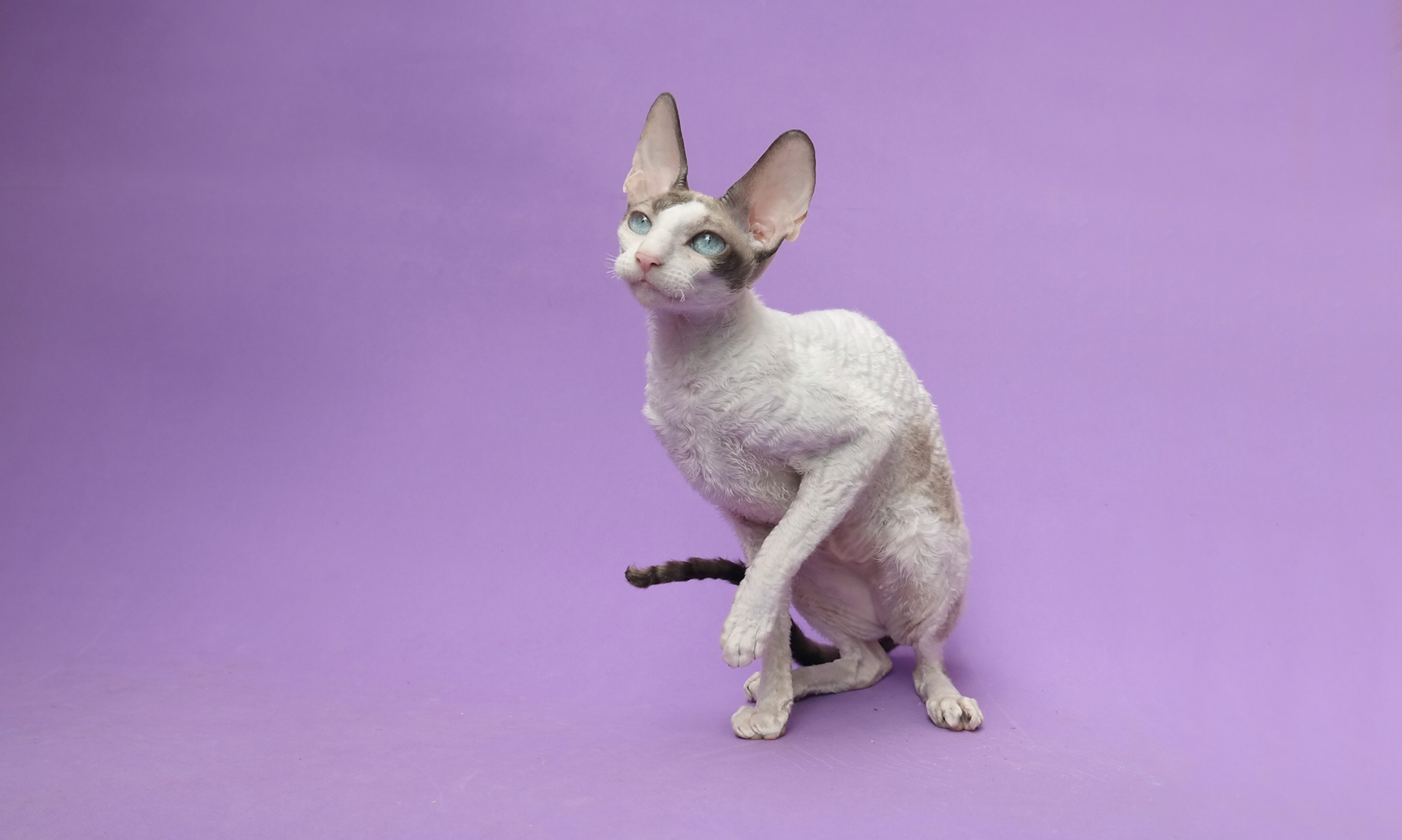
Gatos da raça Cornish Rex (Brasil)